# Marc Figa
Figa  Rengifo est un nom espagnol. Le premier nom de famille, en général paternel, est Figa ; le second, en général maternel, souvent omis, est Rengifo.
Marc Figa Rengifo, né le 29 septembre 1988 à Gérone (Espagne), est un joueur international hispano-chilien de rink hockey. Il évolue, en 2015, au sein du PAS Alcoy. Il obtient la nationalité chilienne en 2015.

## Palmarès
En 2015, il participe au championnat du monde de rink hockey en France avec l'équipe chilienne.